# 南投縣立名間國民中學
南投縣立名間國民中學，位於台灣南投縣名間鄉，創立於1956年，原為集集初中分部，於1957年獨立改為南投縣立名間初級中學，1968年改制為南投縣立名間國民中學。

## 外部連結
- 南投縣立名間國民中學 （页面存档备份，存于）（繁體中文）